# Prétot (entreprise)
Pour les articles homonymes, voir Prétot.
 (janvier 2025).
La mise en forme du texte ne suit pas les recommandations de Wikipédia : il faut le « wikifier ».
Les points d'amélioration suivants sont les cas les plus fréquents :
- Les titres sont pré-formatés par le logiciel. Ils ne sont ni en capitales, ni en gras.
- Le texte ne doit pas être écrit en capitales (les noms de famille non plus), ni en gras, ni en italique, ni en « petit »…
- Le gras n'est utilisé que pour surligner le titre de l'article dans l'introduction, une seule fois.
- L'italique est rarement utilisé : mots en langue étrangère, titres d'œuvres, noms de bateaux, etc.
- Les citations ne sont pas en italique mais en corps de texte normal. Elles sont entourées par des guillemets français : « et ».
- Les listes à puces sont à éviter, des paragraphes rédigés étant largement préférés. Les tableaux sont à réserver à la présentation de données structurées (résultats, etc.).
- Les appels de note de bas de page (petits chiffres en exposant, introduits par l'outil «  Source ») sont à placer entre la fin de phrase et le point final[comme ça].
- Les liens internes (vers d'autres articles de Wikipédia) sont à choisir avec parcimonie. Créez des liens vers des articles approfondissant le sujet. Les termes génériques sans rapport avec le sujet sont à éviter, ainsi que les répétitions de liens vers un même terme.
- Les liens externes sont à placer uniquement dans une section « Liens externes », à la fin de l'article. Ces liens sont à choisir avec parcimonie suivant les règles définies. Si un lien sert de source à l'article, son insertion dans le texte est à faire par les notes de bas de page.
- La présentation des références doit suivre les conventions bibliographiques. Il est recommandé d'utiliser les modèles {{Ouvrage}}, {{Chapitre}}, {{Article}}, {{Lien web}} et/ou {{Bibliographie}}. Le mode d'édition visuel peut mettre en forme automatiquement les références.
- Insérer une infobox (cadre d'informations à droite) n'est pas obligatoire pour parachever la mise en page.

Pour une aide détaillée, merci de consulter Aide:Wikification.
Si vous pensez que ces points ont été résolus, vous pouvez retirer ce bandeau et améliorer la mise en forme d'un autre article.
 (janvier 2025).
Prétot est un constructeur automobile français.

## Production
L’entreprise commence à produire des automobiles en 1896. Le véhicule de la société Prétot était un Avant-Train à essence. LE CONCOURS DE FIACRES.
En 1898, un essai comparatif entre automobiles a lieu du 1er au 12 juin. À cette date, la société Prétot postule également pour une place de départ. Le 1er juin, toutes les données techniques sont enregistrées. Le point de départ est posé sur le site de l’usine de l’entreprise Clément à Levallois-Perret. Outre Prétot, les constructeurs automobiles Panhard-Levassor, Peugeot, Brulé, la Compagnie générale des Automobiles et l’Agence générale des Automobiles concourent dans la catégorie des véhicules essence. Dans la catégorie des véhicules électriques, les constructeurs automobiles Krièger, Compagnie française des Voitures électro-
mobiles, Compagnie générale des Transports auto
mobiles, Jeantaud, la Compagnie générale des Voitures à Paris et la société Doré.
La production se termine en 1900.